# Sphecodes prosphorus
Sphecodes prosphorus is een vliesvleugelig insect uit de familie Halictidae. De wetenschappelijke naam van de soort is voor het eerst geldig gepubliceerd in 1907 door Lovell & Cockerell.